# Ophrys ferrum-equinum
Ophrys ferrum-equinum là một loài lan found from Albania to southwestern và southern Thổ Nhĩ Kỳ.

## Hình ảnh

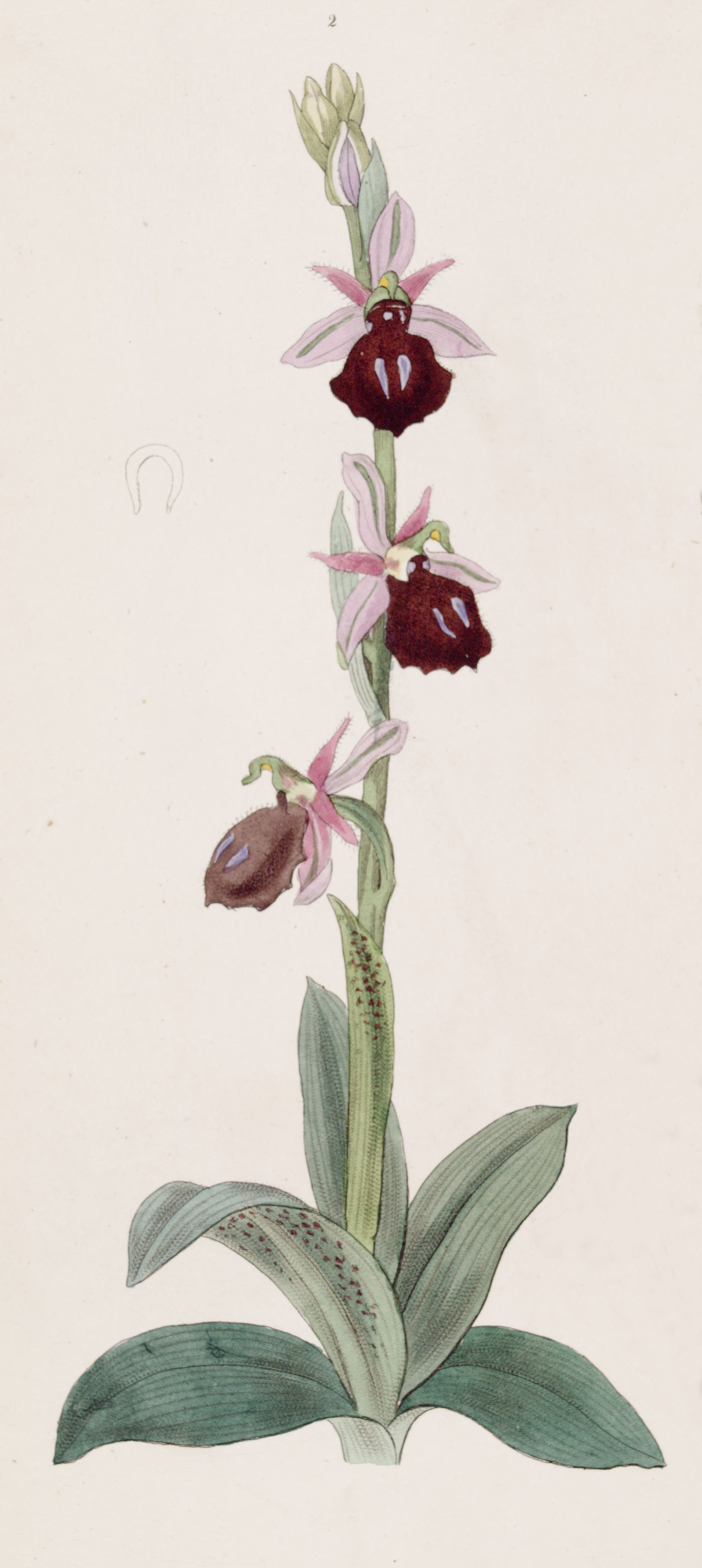
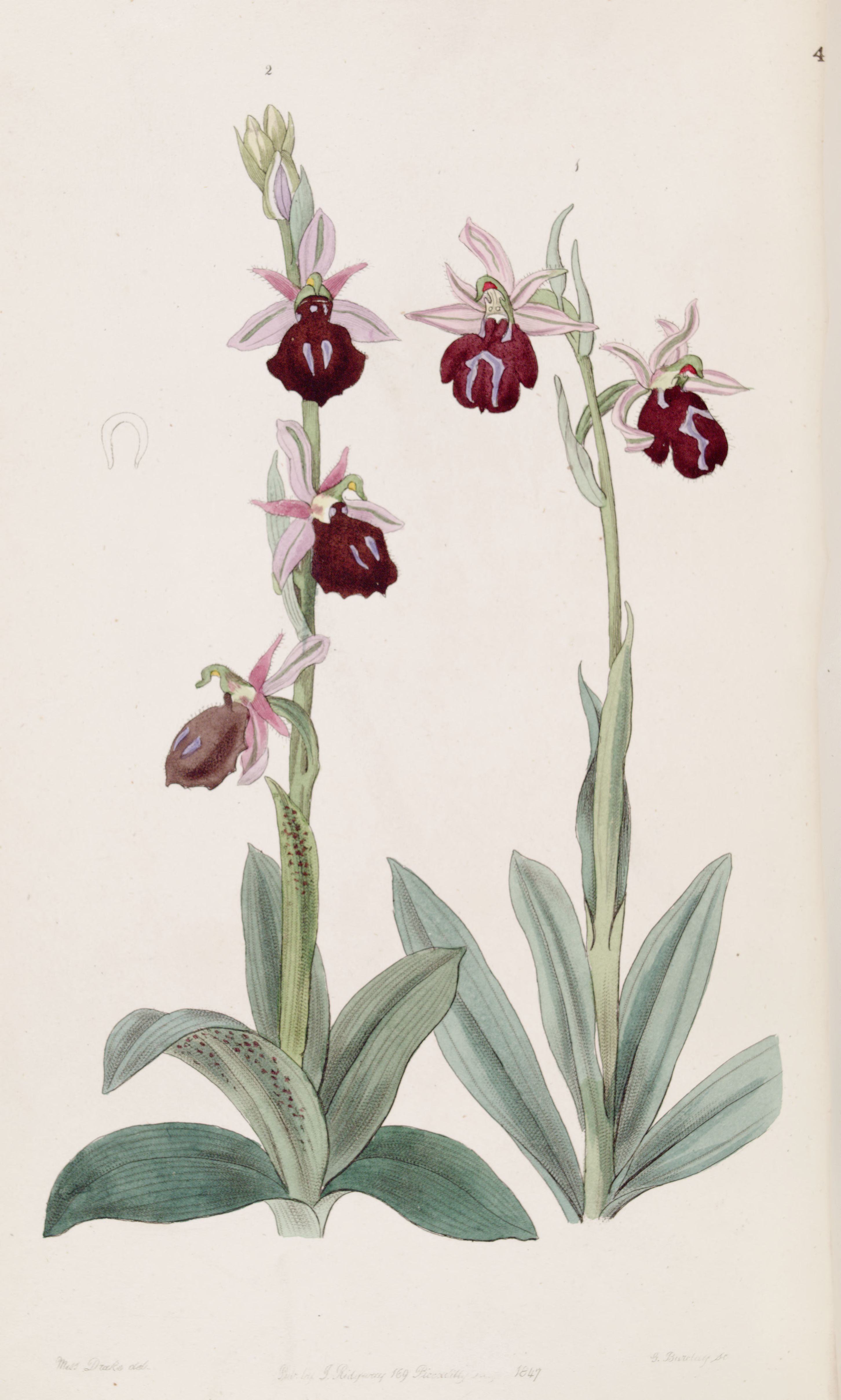
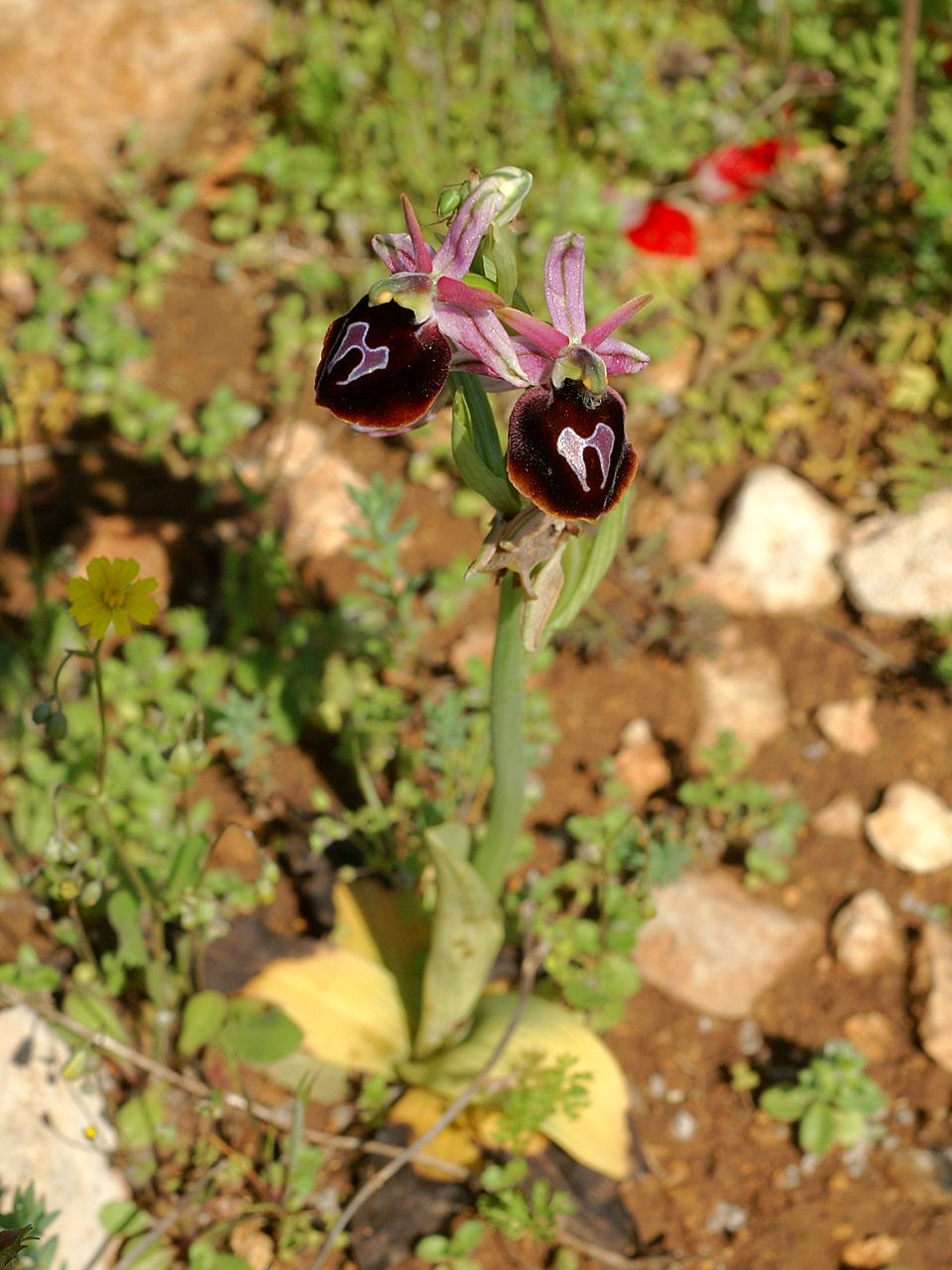
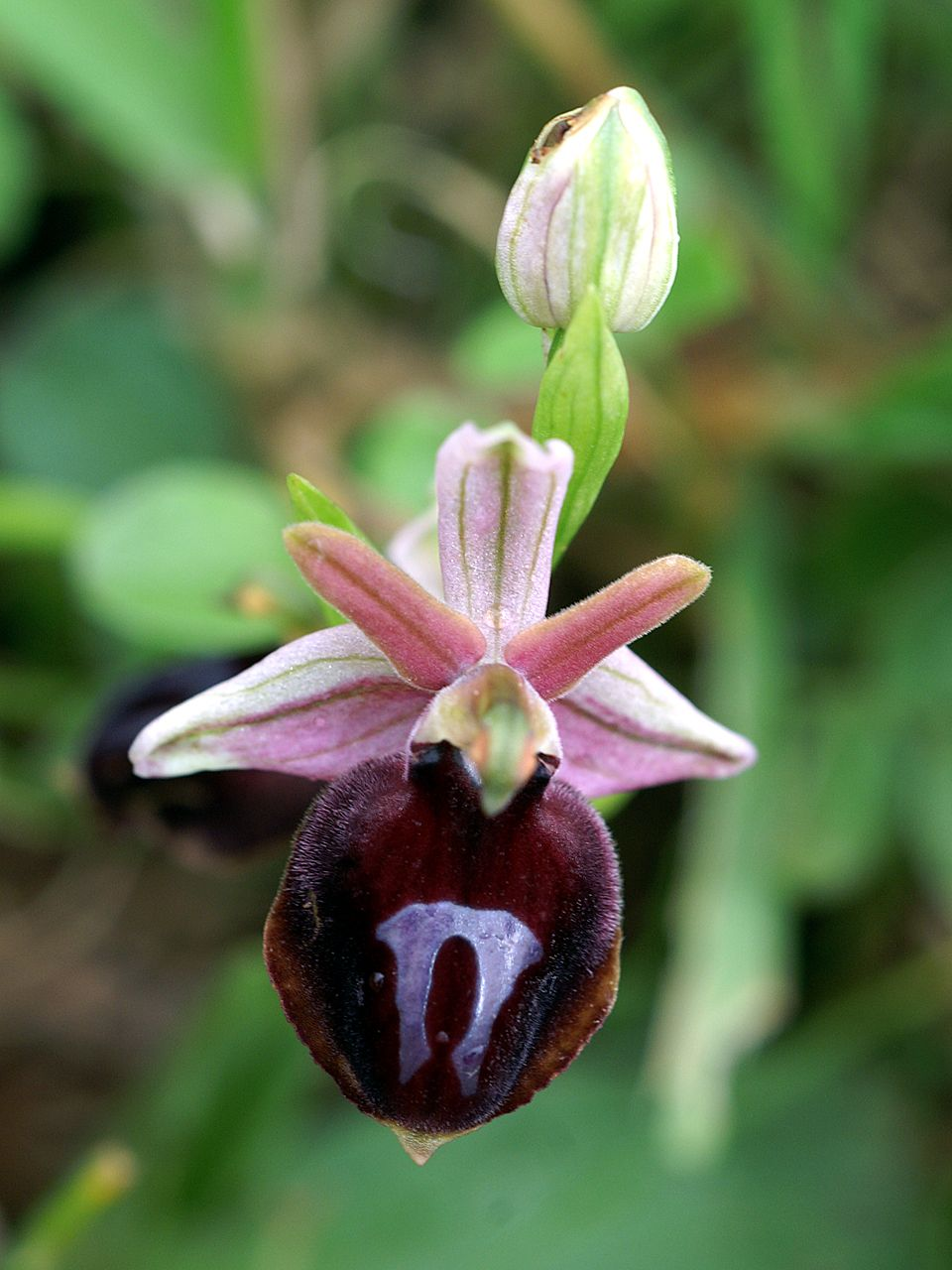